# Le Passage (Lot e Garonna)
Le Passage è un comune francese di 9 603 abitanti situato nel dipartimento del Lot e Garonna nella regione della Nuova Aquitania.

## Società

### Evoluzione demografica
Abitanti censiti

## Amministrazione

### Gemellaggi
- Consuegra, Spagna
- Włoszczowa, Polonia